# Fabienne Labèr
Fabienne Labèr  (* 30. Januar 1985 in Gießen, Deutschland) ist eine Schweizer Schauspielerin und Synchronsprecherin.

## Werdegang
Labèr wuchs in Deutschland, Frankreich und der Schweiz mehrsprachig auf. Schon als Kind entdeckte sie ihre Leidenschaft für den Tanz, Theater und der Musik. Ihre Schauspielausbildung an der European Film Actor School in Zürich schloss sie 2007 ab. Danach zog es sie zunächst nach Köln. Sie spielte in Kurzfilmen in Deutschland und der Schweiz, unter anderem im Kurzfilm „Alles Lüge“, welcher auf dem Berlinale-Talent-Campus lief, oder dem Kurzfilm „Nachtspaziergang“, welcher den Silbernen Leoparden in Locarno gewann. Sie stand für Werbefilme und Shootings, wie für IKEA, ZKB, Coop Fine Food oder dem TCS, vor der Kamera. Es folgten Weiterbildungen bei Focal und eine Sprecherausbildung an der Speechacademy Schweiz.
Labèr synchronisierte Trickfilmfiguren in französischen Lehrmitteln, ausserdem gab sie verschiedene Lesungen für Kinder und Erwachsene und insbesondere auch musikalische Lesungen gemeinsam mit Musikern.
Mehrere Jahre arbeitete sie mit dem Jugendtheater Gubcompany  zusammen. Es folgten weitere Engagements; eines davon war beim Theater 58, wo sie während drei Spielzeiten die Hauptrolle im Stück „Stadt ohne Tod“ spielte. Ausserdem hatte sie 2012 im Rahmen von Slam-Poetry-Veranstaltungen Auftritte im Schauspielhaus Zürich und spielte 2013 unter der Regie von Jean Grädel Freilichttheater. In dem Stück „Elling“ war Fabienne Labèr erstmalig bei den Kammerspielen Seeb zu sehen. Unter anderem war sie auch mit dem  Kindertheater Katerland in der Schweiz unterwegs. Seit 2019 ist sie Teil des Ensembles von Triplette.
Fabienne Labèr spricht fliessend Deutsch, Französisch und Schweizerdeutsch. Sie wohnt und arbeitet als freischaffende Schauspielerin und Sprecherin in Zürich.

## Rollen

### Im Film
- 2008 Der Fischer vom Rheinfall
- 2009: Nachtspaziergang
- 2018: Tranquillo

### Am Theater
- 2015–2017: Stadt ohne Tod
- 2017–2018: Elling
- 2019–2020: Kleiner Klaus, Grosser Klaus
- 2019–2020: 3,2,1-Tussi wend mer keis!